# Sumak octowiec
Sumak octowiec, sumak odurzający (Rhus typhina L.) – gatunek rośliny z rodziny nanerczowatych (Anacardiaceae). Występuje w naturze we wschodniej części Ameryki Północnej, ale został szeroko rozprzestrzeniony w strefach klimatu umiarkowanego obu półkul. Uprawiany jest głównie jako roślina ozdobna ze względu na efektowny pokrój, kwiaty i owocostany oraz intensywne przebarwianie się liści jesienią. Jest przy tym rośliną odporną na mrozy i susze, dobrze znosi warunki miejskie i rosnąć może na terenach zanieczyszczonych, poprzemysłowych. Rozprzestrzeniony poza swoim zasięgiem na różnych obszarach stał się uciążliwym gatunkiem inwazyjnym. Poza nasadzeniami ozdobnymi i biotechnicznymi roślina wykorzystywana była jako źródło tanin, owocami aromatyzowane są napoje. Jest rośliną miododajną. W ograniczonym stopniu lub dawniej wykorzystywano też ją jako olejodajną, barwierską, leczniczą, w homeopatii i jako źródło surowca drzewnego. 

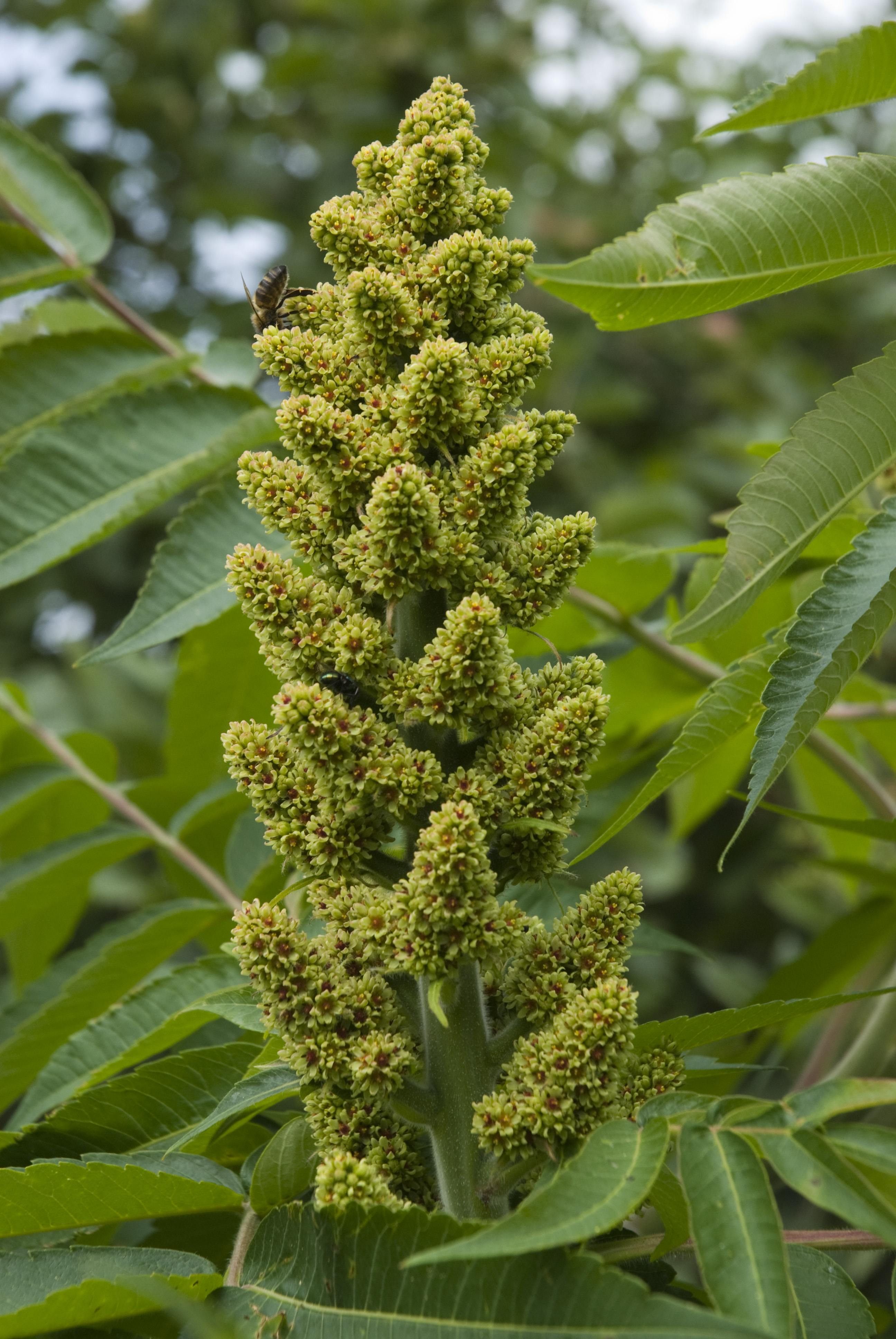
Kwiatostan żeński

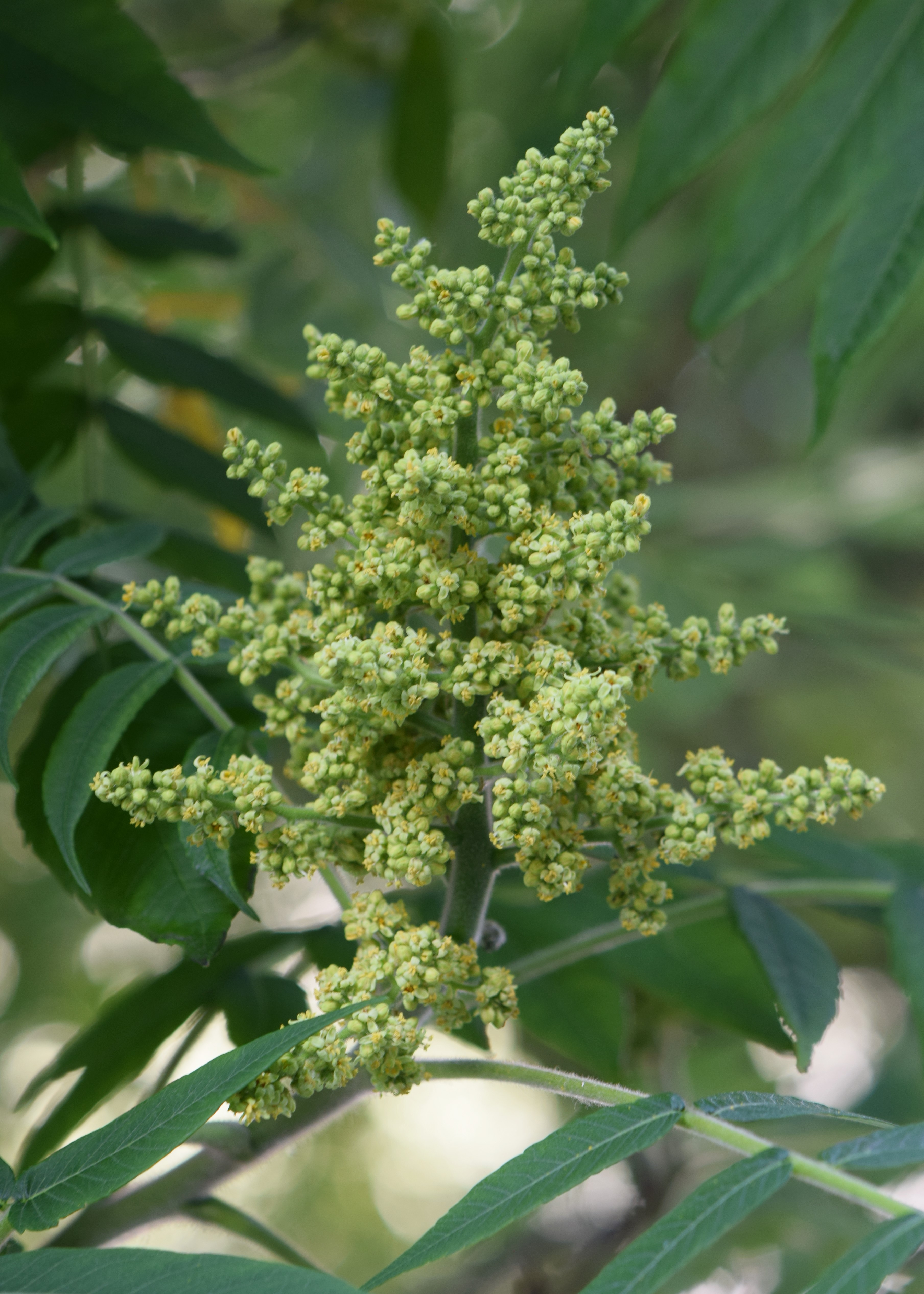
Kwiatostan męski

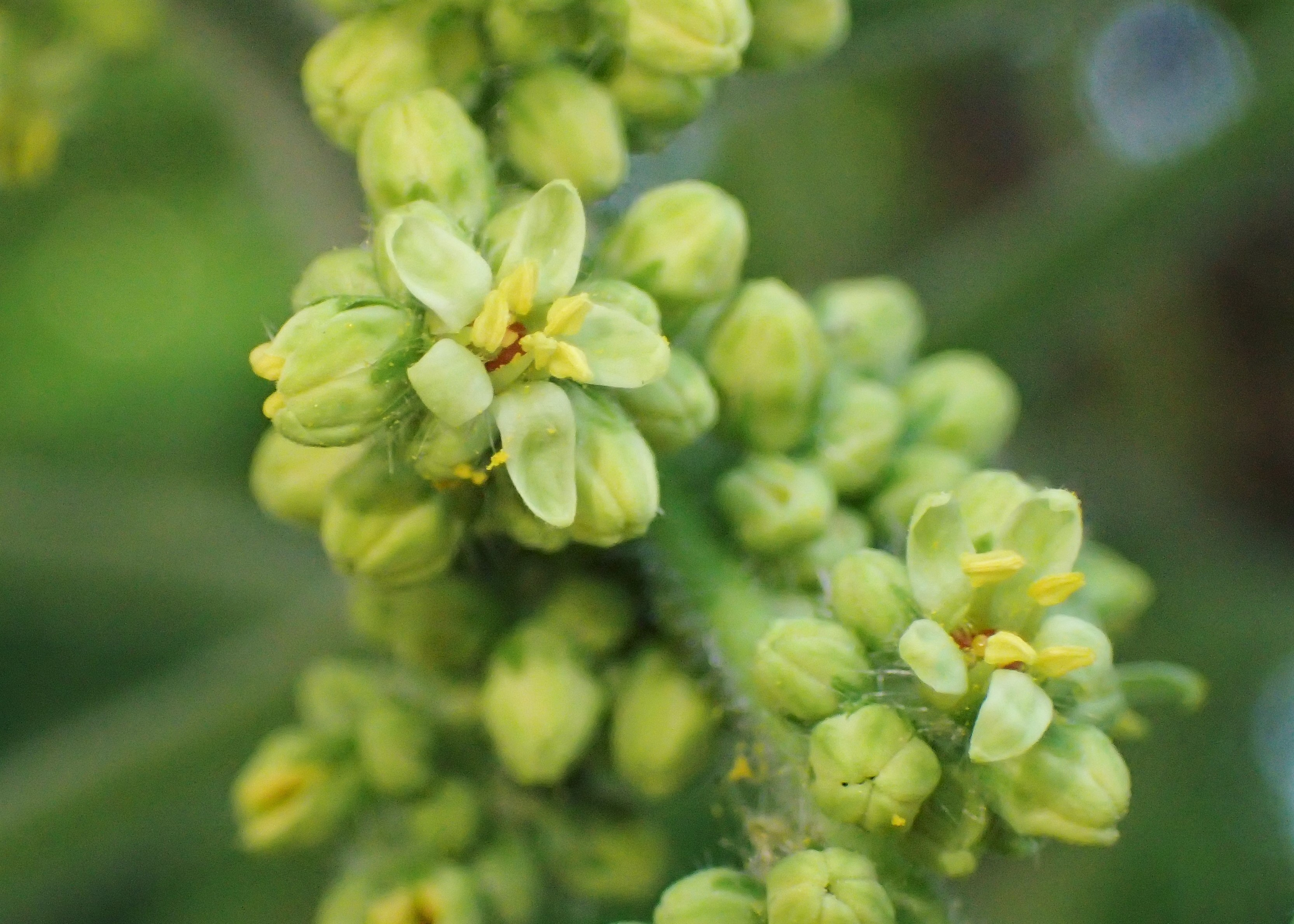
Kwiaty męskie

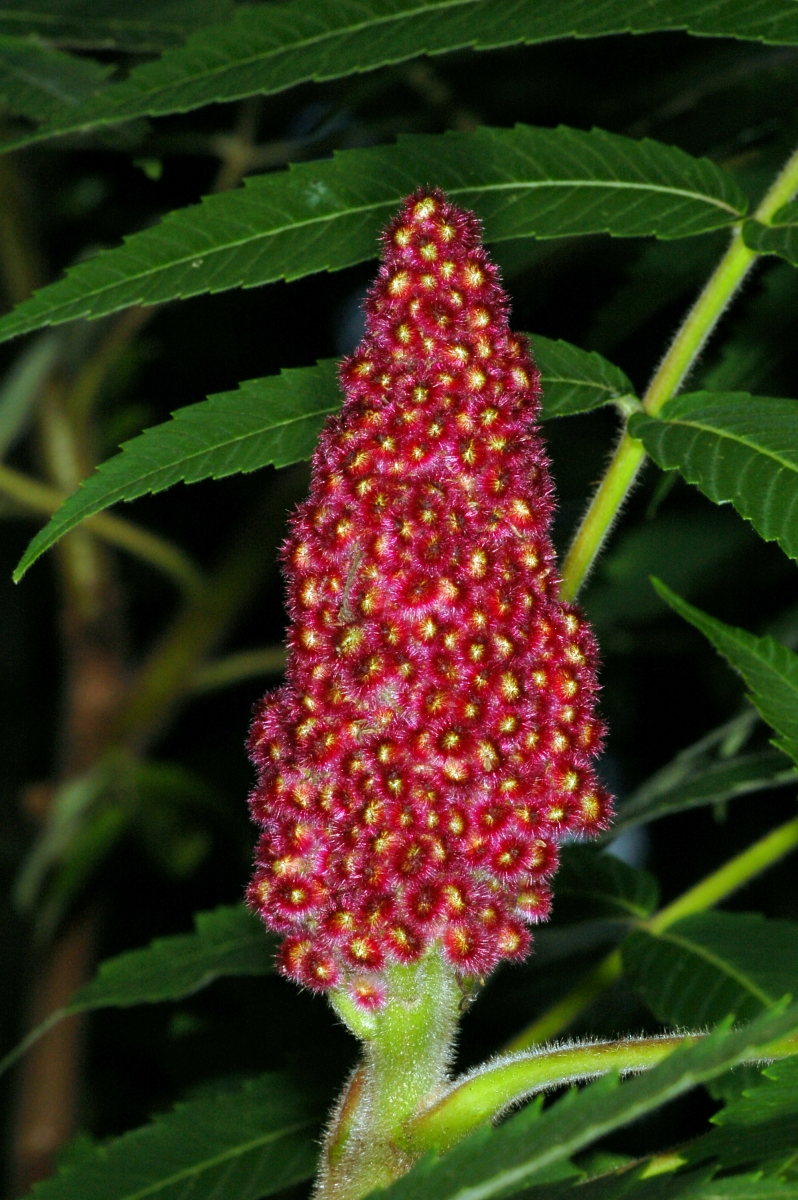
Owocostan

## Rozmieszczenie geograficzne
Gatunek pochodzi ze wschodniej części Ameryki Północnej. Na północy jego zasięg sięga w Kanadzie do wyspy Cape Breton i półwyspu Nowa Szkocja, Wyspy Księcia Edwarda, obejmuje Nowy Brunszwik i południową część Quebecu. Zachodnia granica zasięgu biegnie od południowego Ontario przez Michigan i Minnesotę, do Iowa, środkowego Illinois, zachodniego Tennessee i północnej Alabamy. W północnej Georgii dochodzi do Atlantyku, którego wybrzeże wyznacza wschodnią granicę zasięgu.
Gatunek został introdukowany do Europy w XVII wieku (trafił do Paryża już w 1602) i na tym kontynencie stał się rośliną inwazyjną. Na ziemie polskie wprowadzony został w 1806 (Warszawa) i współcześnie jest gatunkiem zadomowionym i inwazyjnym (jako epekofit występuje zwłaszcza w Małopolsce). Inwazyjny jest także w północnych Chinach, gdzie stosowany był do zalesień. Introdukowany i inwazyjny jest poza tym w południowej Australii i w Nowej Zelandii. Ze względu na inwazyjność sumak octowiec objęty jest w Szwajcarii zakazem produkcji i wprowadzania do uprawy.

## Morfologia
PokrójWysoki krzew lub niskopienne drzewo zwykle do 6–8 m wysokości, choć w ojczyźnie osiąga nawet do 13,7 m. Pień jest krótki, często i od niewielkiej wysokości rozdziela się widlasto na wznoszące się konary i gałęzie. Korona jest parasolowata – szeroka, zaokrąglona i spłaszczona. Młode pędy są grube, gęsto pokryte brunatnymi włoskami. Na starszych pędach kora jest gładka, czasem łuszcząca się, ciemnobrązowa. Roślina zawiera biały, ciemniejący, aromatyczny i lepki sok mleczny, wypływający w przypadku uszkodzenia gałęzi. Pąki są drobne, okryte gęstymi włoskami, bez łusek, mniej lub bardziej schowane w nasadach liści. System korzeniowy jest płytki, ale rozłożysty.
LiścieWyrastają tylko na młodych pędach – starsze gałęzie są bezlistne. Liście są nieparzystopierzaste, o długości do 50–60 cm. Złożone są z 9–31 lancetowatych i drobnopiłkowanych listków osiągających do 5–12 cm długości. Listki mają wierzchołki równomiernie zaostrzone, a nasadę zaokrągloną. Osadka liścia jest owłosiona, podobnie jak sina od spodu blaszka (z wierzchu naga, przy czym jednak młode liście owłosione są obustronnie). Nerwacja pierzasta. Jesienią liście przybierają kolor szkarłatny, pomarańczowy i żółty, po czym opadają.
KwiatyRoślina dwupienna, czasem poligamiczna (częściowo jednopienna – na roślinach typowo męskich lub żeńskich rozwijają się kwiatostany z kwiatami innej płci). Kwiaty drobne, żółtawozielone zebrane na końcach pędów w stożkowate, owłosione wiechy. Kwiatostany żeńskie są gęste, o długości ok. 11 cm i średnicy do 5 cm, a męskie luźniejsze i większe – osiągają do 25 cm długości. W kwiatostanach męskich znajduje się średnio ok. 4 tys. kwiatów. Rozgałęzienia wiechy wsparte są owłosionymi przysadkami o długości ok. 2 cm i szerokości 2–3 mm u nasady. Kwiaty składają się z okółka 5 zielonych i zaostrzonych działek kielicha oraz przemiennie ułożonych względem nich 5 żółtawozielonych płatków korony. Płatki osiągają ok. 2,1 mm długości, są nagie, jajowate do okrągłych, rozpostarte lub wzniesione. W kwiatach żeńskich występują zredukowane pozostałości pręcików oraz górna, gęsto, biało owłosiona zalążnia. Na jej szczycie znajduje się szyjka słupka długości ok. 0,5 mm, rozdzielona na szczycie na trzy części i zwieńczona główkowatymi, żółtymi znamionami. Kwiaty męskie mają 5 prosto wzniesionych pręcików. Ich białawe nitki osiągają ok. 1,2 mm długości, a żółte pylniki – 1 mm.
OwoceDrobne pestkowce osiągające 2–5 mm średnicy, pokryte długimi (1–2 mm), czerwonymi włoskami, zebrane w zbite, kolbowate, amarantowe (buraczkowe) owocostany o długości ok. 20 cm. Owoce początkowo są jasnoczerwone, później ciemnoczerwone. Owocostany pozostają na roślinach do kolejnego roku.
Gatunek podobnyZ pokroju podobny, drzewiasty przedstawiciel tego samego rodzaju, także z liśćmi o licznych i piłkowanych listkach, jest jeden – sumak gładki Rhus glabra. Różni się on nagimi lub niemal nagimi pędami i liśćmi od spodu oraz włoskami na owocach, które mają do 0,5 mm długości i nie są proste i zaostrzone, lecz maczugowate.

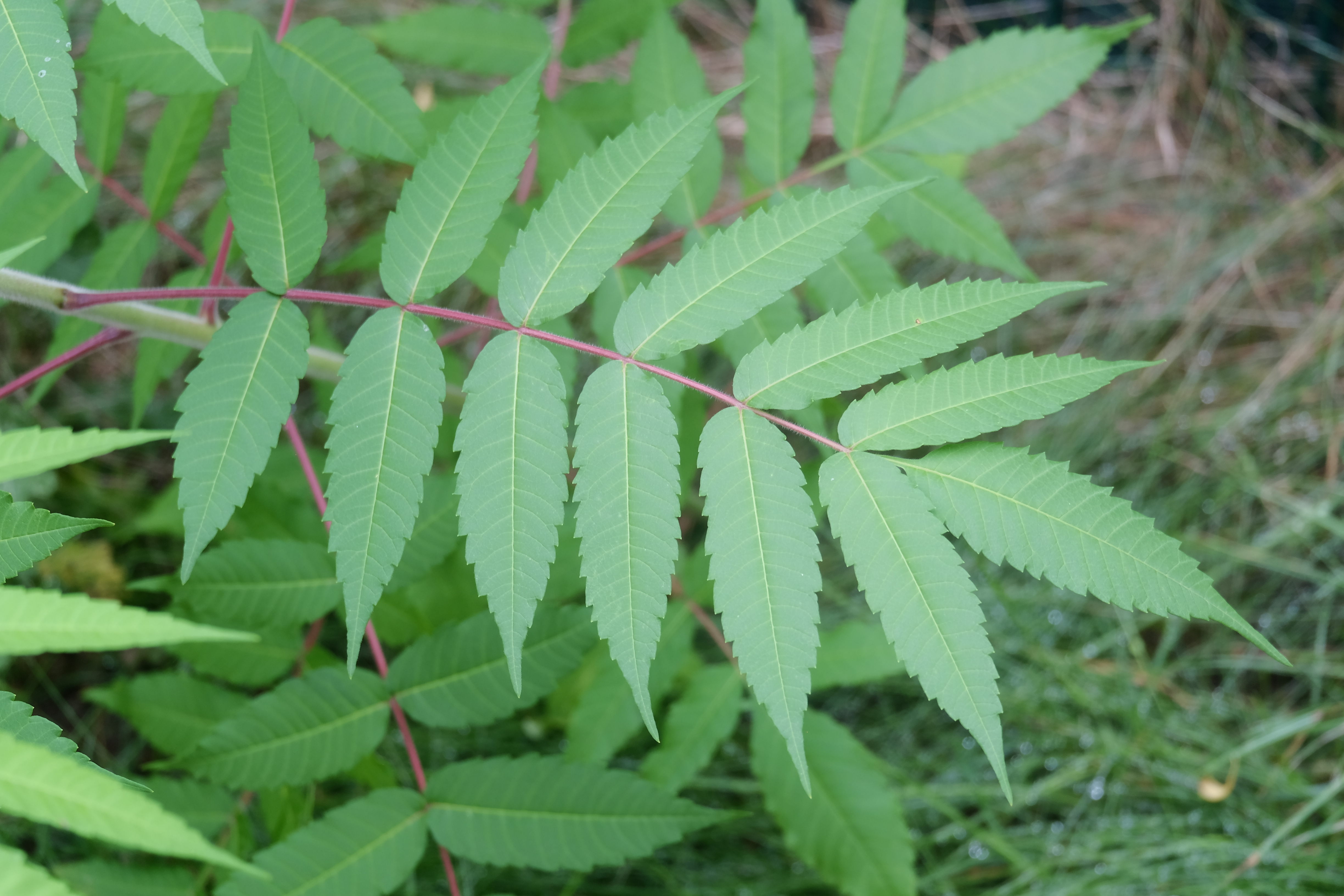
Liść
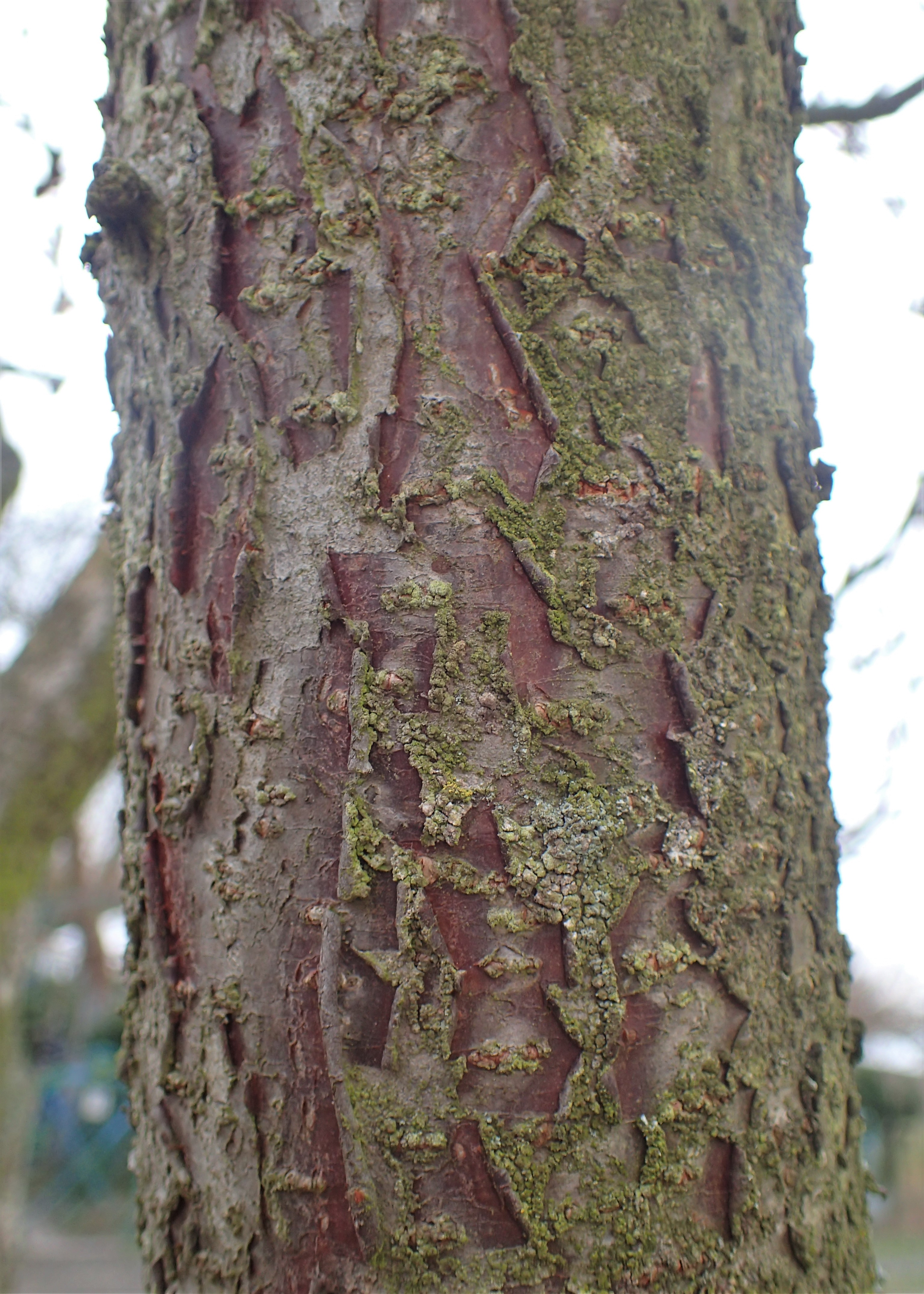
Kora
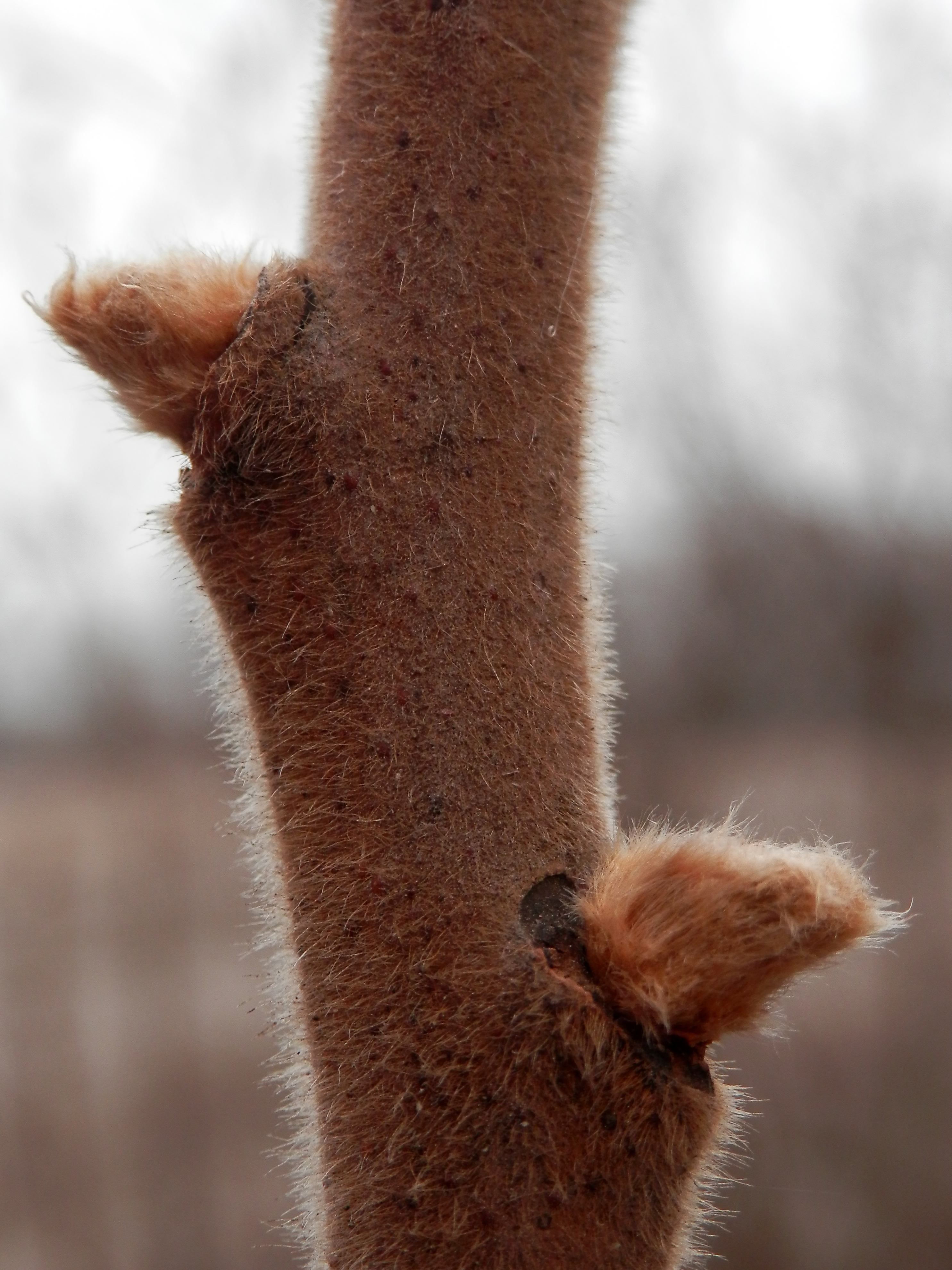
Owłosiony pęd
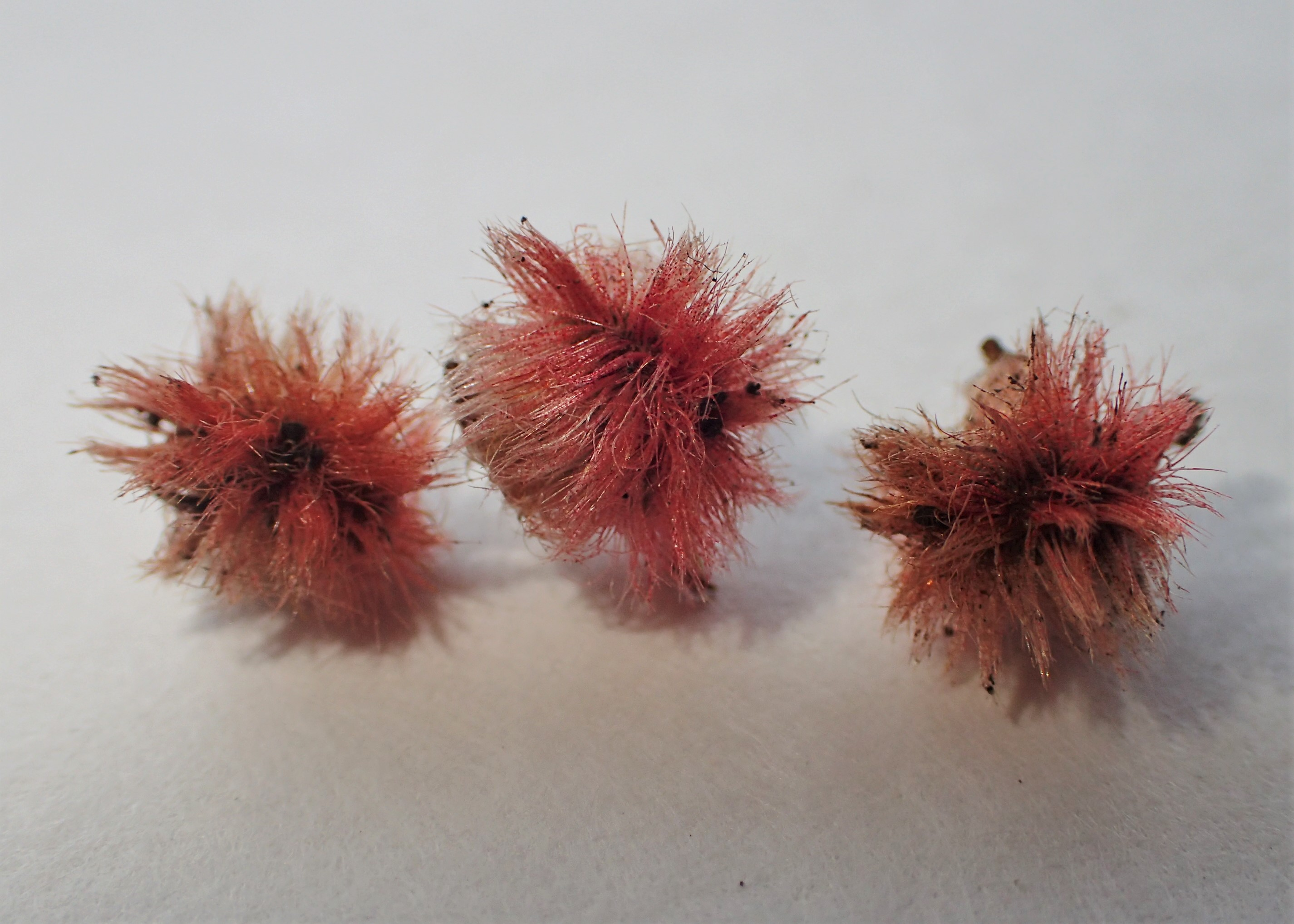
Pojedyncze owoce
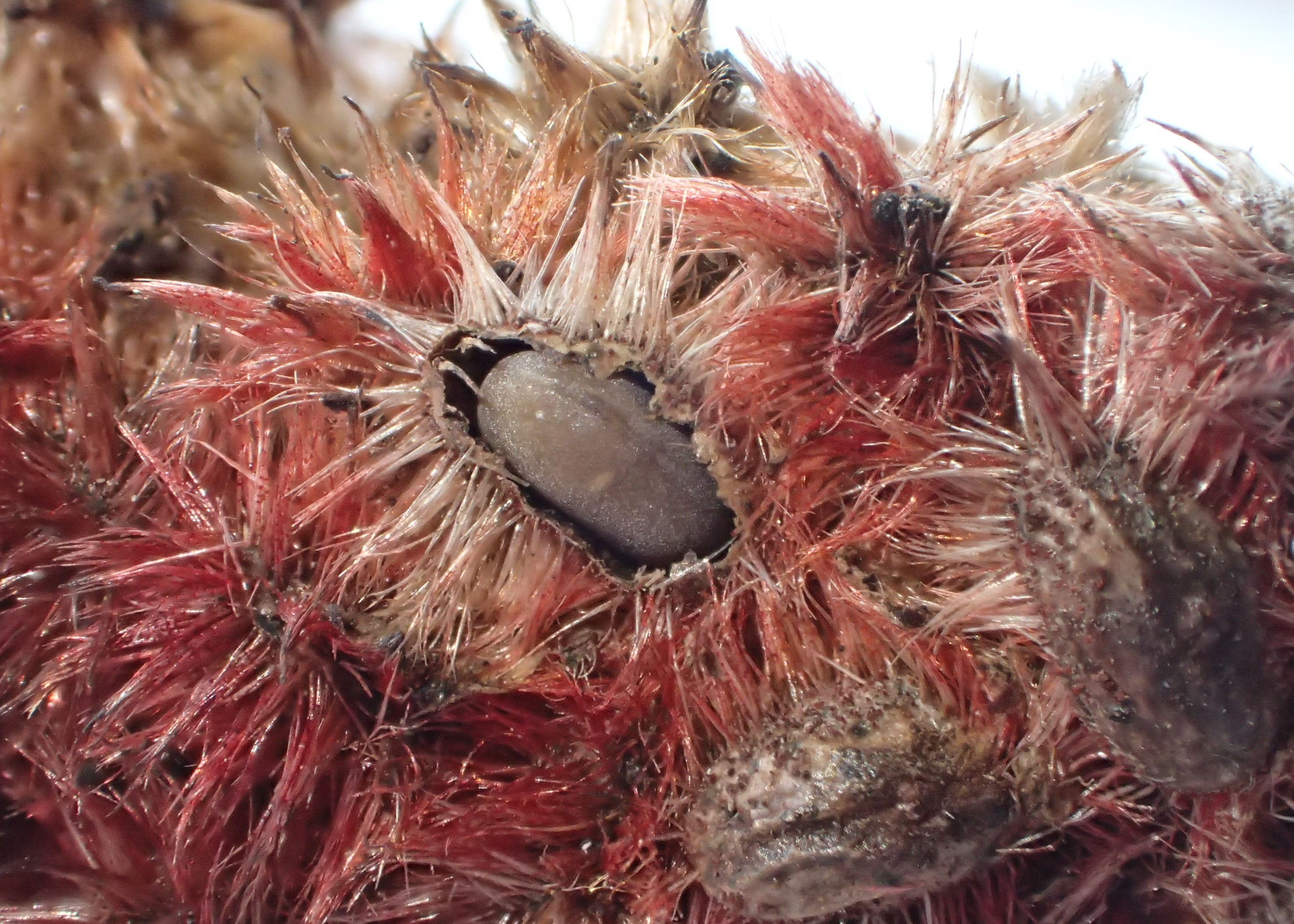
Fragment owocostanu z widocznym nasionem

## Systematyka i zmienność

Jesienne zabarwienie liści odmiany 'Laciniata'

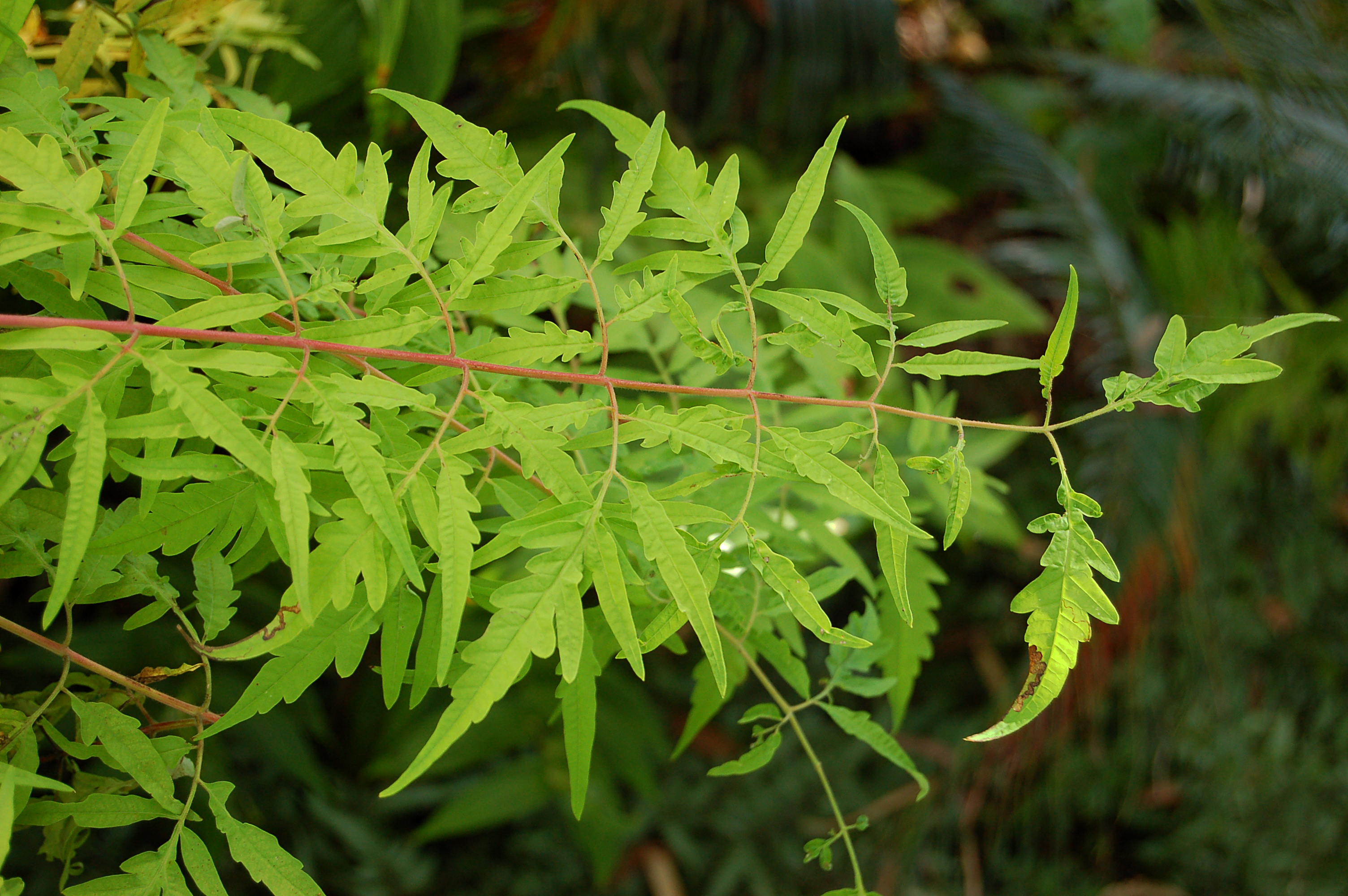
Żółtawozielone liście odmiany 'Tiger Eyes'

Sumak octowiec jest jednym z ok. 35 gatunków zaliczanych współcześnie do rodzaju sumak Rhus. W obrębie rodzaju należy do podrodzaju Rhus. Najbliżej spokrewnionym gatunkiem jest sumak gładki Rhus glabra. Kolejnym blisko spokrewnionym gatunkiem jest Rhus michauxii – endemit Karoliny Północnej.
Typem nomenklatorycznym gatunku jest lektotyp wskazany w 1991 w herbarium Karola Linneusza oznaczony numerem 378.2 (LINN).
Mieszańce
Sumak octowiec łatwo tworzy mieszańce z sumakiem gładkim Rhus glabra – R. ×pulvinata Greene. W obszarach, gdzie współwystępują gatunki rodzicielskie – mieszańce są pospolite, są nawet częściej spotykane niż czyste okazy sumaka gładkiego, a w dodatku mają także szerszy zasięg od tego taksonu rodzicielskiego.
Mieszańce R. ×pulvinata mają bardzo różne kombinacje cech taksonów rodzicielskich. Bywają roślinami o pędach i liściach gęsto owłosionych jak u sumaka octowca, ale o włoskach okrywających owoc krótszych niż u tego gatunku i w znacznej części maczugowatych. Są też okazy o odwrotnym układzie cech, tj. o pędach i liściach niemal nagich, ale za to o owocach pokrytych włoskami długimi i ostro zakończonymi. W przypadku tych mieszańców okazy męskie są takie same jak u czystego sumaka gładkiego. Najczęściej spotykane mieszańce mają zmienne owłosienie pędów i liści (od niemal nagich, po gęsto owłosione) i owoce pokryte włoskami o pośredniej długości, częściowo proste i ostre, a częściowo maczugowate. Rzadko spotykane są mieszańce o owocach pokrytych włoskami maczugowatymi jak u sumaka gładkiego, ale o pędach mniej lub bardziej owłosionych.
Odmiany uprawne
W uprawie obecne są nieliczne kultywary sumaka octowca:
- 'Dissecta' – odmiana strzępolistna[17]. Roślina rośnie wolniej od typu i osiąga mniejsze rozmiary, tworząc bardziej rozłożystą koronę[17]. Pień zwykle pochylony. Listki mocno pierzasto powycinane, silniej niż u odmiany 'Laciniata' (często mylone w ofercie handlowej)[30]. Jesienią liście przebarwiają się na kolor jaskrawopomarańczowy. Odmiana o bardzo małych wymaganiach glebowych. Wskazana do małych ogrodów i uprawy w pojemnikach[31].
- 'Laciniata' – odmiana podobna do 'Dissecta', ale liście nie tak głęboko wcinane[30][32].
- 'Radiance' – młode liście pomarańczowe, z czasem żółtozielone do żółtopomarańczowych, jesienią barwy żółtej, pomarańczowej i czerwonej[32]
- 'Bailtiger' TIGER EYES – mutant odmiany 'Laciniata'[23]. Znaleziony został w szkółce w 1985 roku. Od 2006 objęty został ochroną patentową w USA. Charakteryzuje się bardzo wolnym wzrostem – nie przekracza wysokości 2 m. Młode liście głęboko wcinane, jasnozielone, szybko przybierają barwę żółtą, która utrzymuje się przez cały sezon aż do jesieni. Barwa liści widowiskowo kontrastuje z czerwono owłosionymi pędami. Roślina nie jest tak inwazyjna jak forma typowa – bardzo wolno rozprzestrzenia się za pomocą odrostów korzeniowych[23].
- R. ×pulvinata AUTUMN LACE GROUP 'Red Autumn Lace' – odmiana strzępolistna mieszańca sumaka octowca i gładkiego o cechach pośrednich dla taksonów rodzicielskich, o liściach mocno wcinanych i z reguły przebarwiających się na intensywny czerwony kolor jesienią[32].

## Biologia

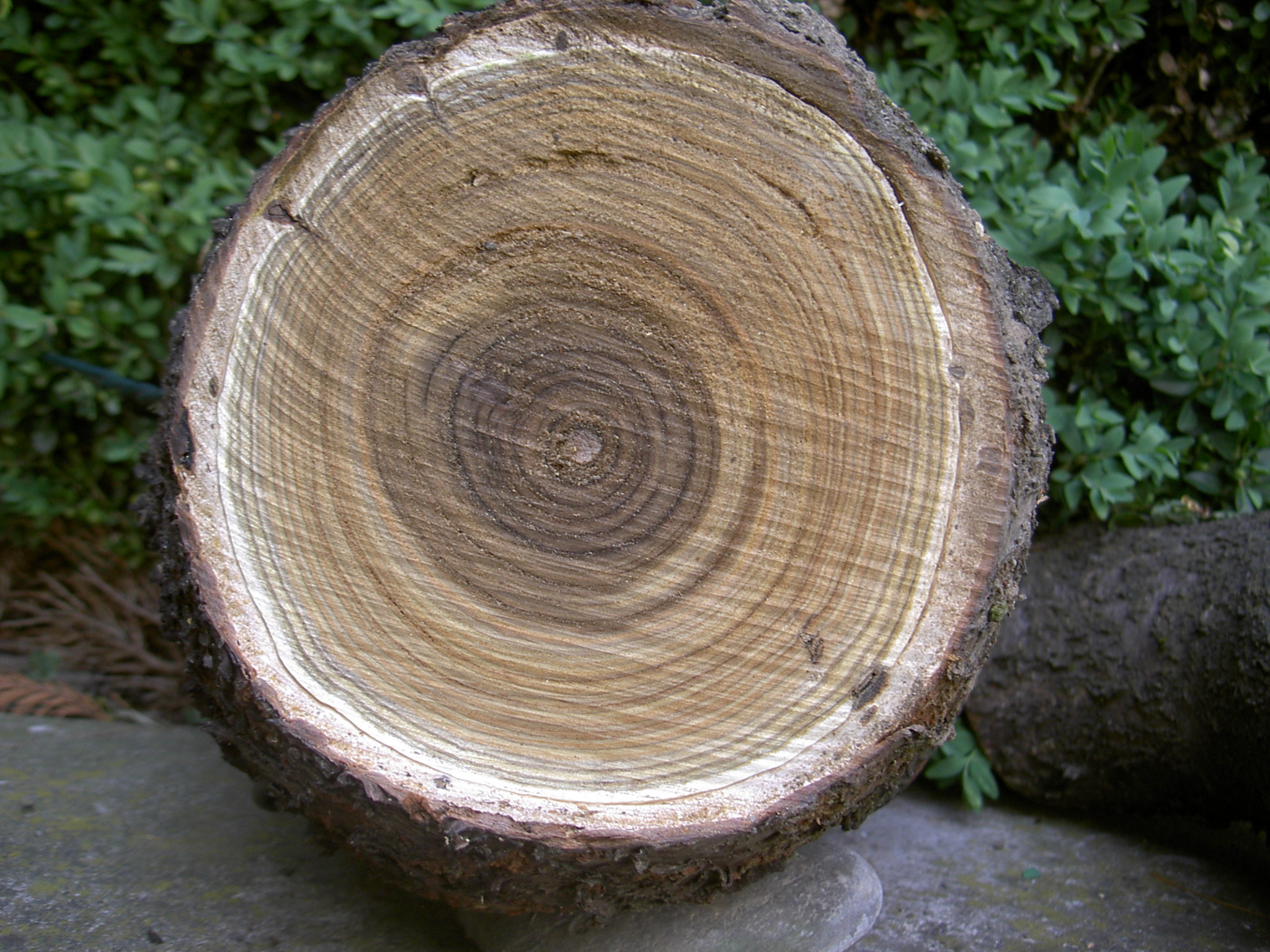
Pień sumaka na przekroju

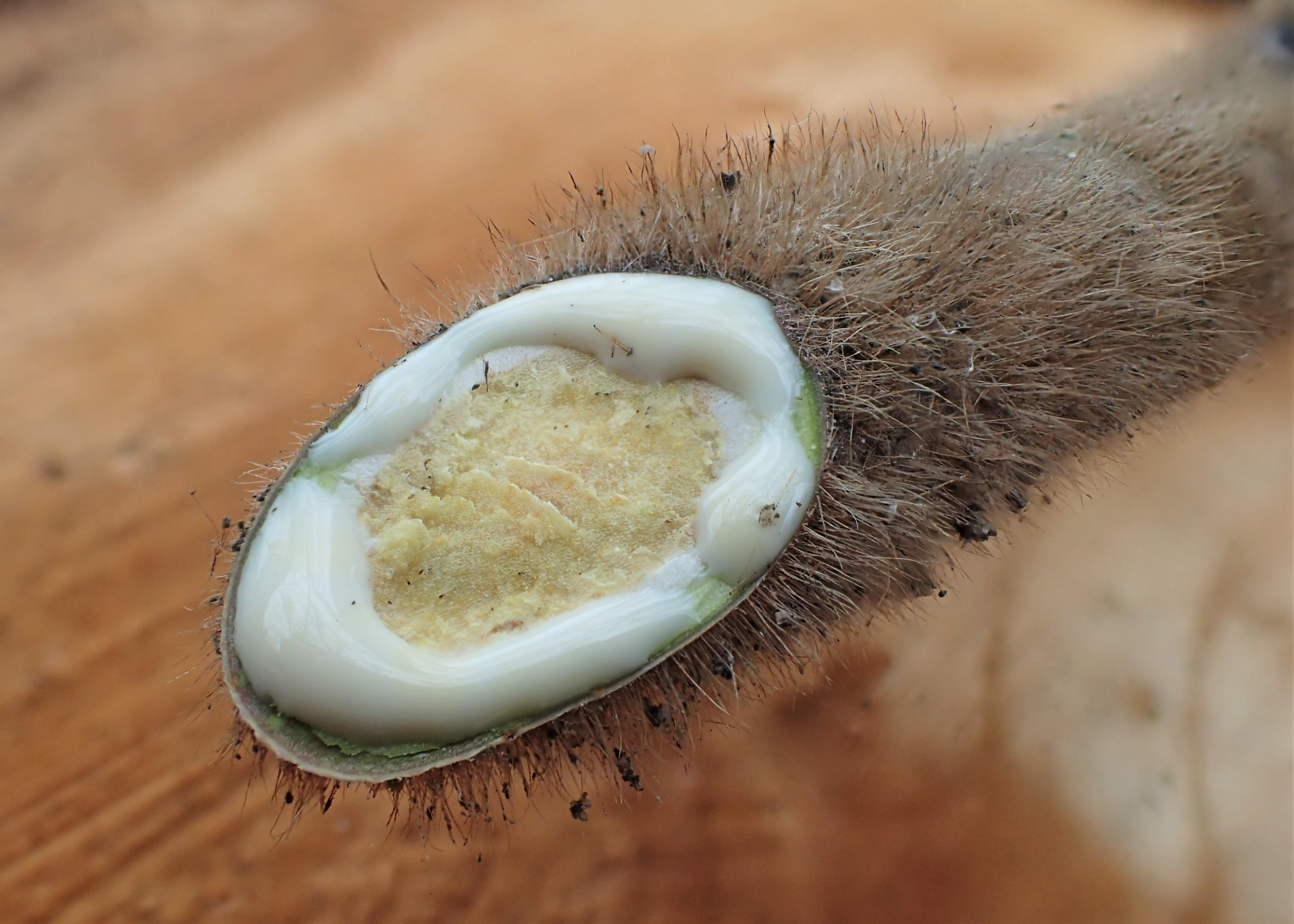
Sok mleczny wypływający z przeciętej gałązki sumaka

Fanerofit krótkowieczny – poszczególne drzewa zamierają po ok. 30 latach. Rośliny z tego gatunku tworzące kolejne pnie odroślowe mogą jednak rozrastać się na dużych powierzchniach i utrzymywać się bardzo długo. Kwitną w zależności od szerokości geograficznej od maja do lipca. Kwiaty zapylane są przez pszczoły (niemożliwe jest samozapylenie). Dla uzyskania nasion konieczne jest na ogół występowanie w pobliżu siebie roślin obu płci (rośliny te jednak czasem bywają też poligamiczne). Owoce dojrzewają według części źródeł na ogół we wrześniu, według innych od października do grudnia i pozostają na drzewie do następnej wiosny lub nawet lata. Przy czym po zimie są niezbyt atrakcyjne – zwykle brudne i rozsypujące się. Owoce i nasiona zawiązują się regularnie – nie zarejestrowano zmian w ich liczebności w kolejnych latach (tzw. lat nasiennych). Nasiona długo pozostają uśpione i długo też zachowują zdolność do kiełkowania, co wiązać można z dużą twardością i trwałością łupiny. Zakłada się jednak, że większą rolę w odnawianiu się gatunku z nasion odgrywa ich rozprzestrzenianie przez ptaki, niż rozwijanie się z nasion zdeponowanych w glebowym banku nasion.
Liście rozwijają się późno wiosną i szybko przebarwiają wczesną jesienią, czasem na stanowiskach bardzo suchych już w końcu lata (w sierpniu).
Roślina bardzo łatwo rozmnaża się wegetatywnie za pomocą odrostów korzeniowych, pojawiających się szczególnie licznie w przypadku zranienia korzeni lub po wykarczowaniu roślin. Dzięki rozprzestrzenianiu się za pomocą odrostów korzeniowych klony sumaka rozrastają się średnio na 6,3 m w ciągu trzech lat na siedliskach ubogich i 6,7 m w takim samym czasie na siedliskach żyznych. W przypadku wzrostu z nasion – siewki w pierwszym roku osiągają 30–50 cm wysokości. Wzrost siewek określany jest jako stosunkowo wolny, ale z wiekiem przyśpiesza. Gatunek opisywany jest w efekcie jako szybkorosnący.
Liście zawierają do 25% garbników. Owoce w stanie świeżym składają się w 8% z wody, 25,3% celulozy, 19,9% ligniny, 5% białka.
Roślina trującaLiście tego gatunku według niektórych źródeł mają zawierać podobne substancje trujące i być podobnie toksyczne jak w przypadku gatunku oparzeniec jadowity Toxicodendron pubescens, zwanego też sumakiem jadowitym. Substancja drażniąca i powodująca u wrażliwej części populacji dermatozy znajdować się ma w soku mlecznym. Potwierdzenie naukowe wywoływania przez ten gatunek reakcji skórnych pochodzi jednak tylko z jednej publikacji z roku 1929.

## Ekologia

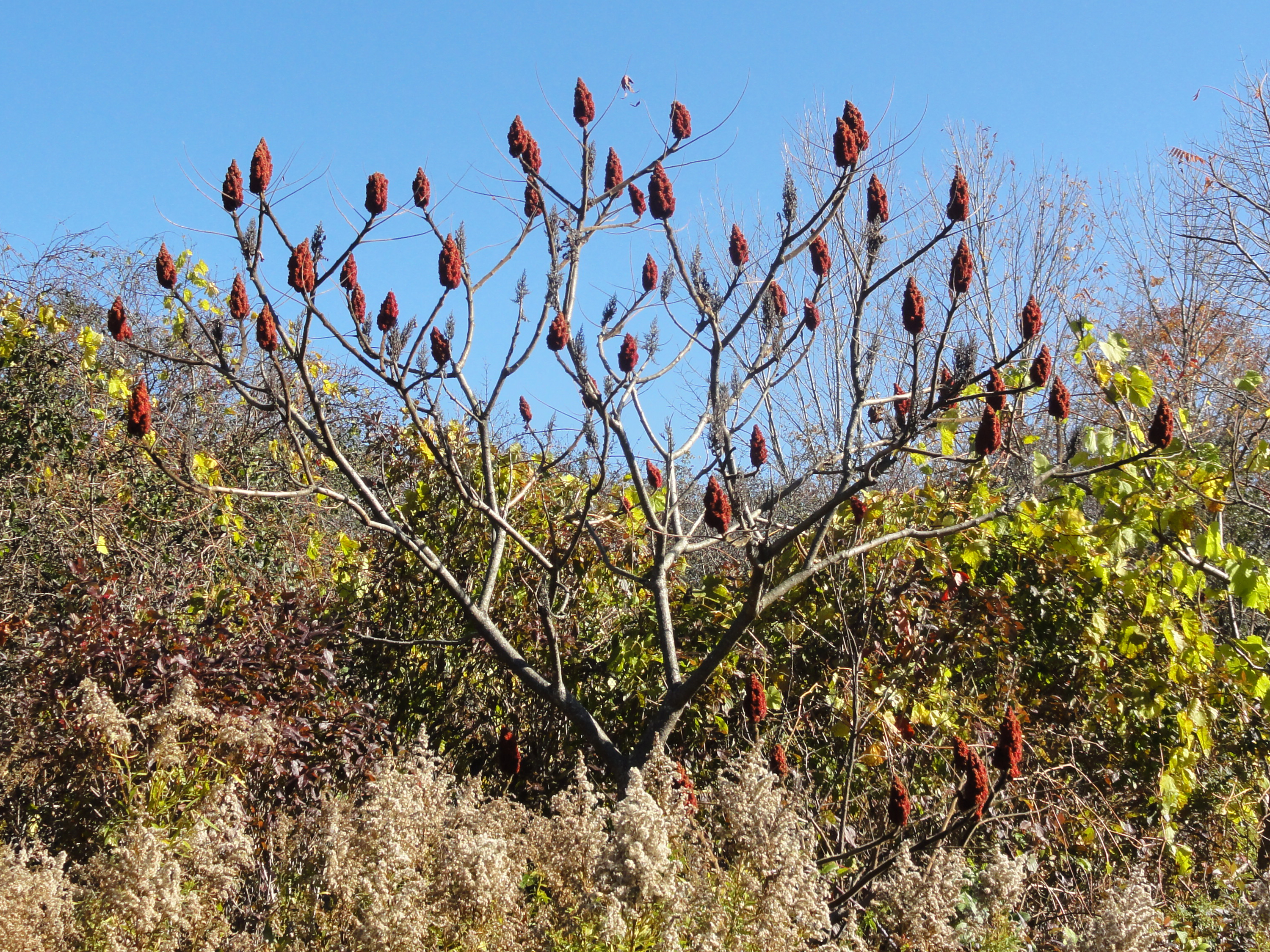
Sumak późną jesienią w zaroślach na naturalnym stanowisku w stanie Nowy Jork

W naturze sumak octowiec rośnie na skrajach lasów, w lasach o niewielkim zwarciu, w lukach drzewostanu oraz w miejscach, gdzie zwarta pokrywa leśna została zniszczona lub regeneruje się, np. w wyniku sukcesji na odłogach. Zasiedla lasy o bardzo różnym składzie gatunkowym – od iglastych przez mieszane po liściaste. Do gatunków tworzących drzewostany na siedliskach zajmowanych przez sumaka należą: sosna czerwona Pinus resinosa, wejmutka P. strobus, taeda P. taeda, Pinus echinata, choina kanadyjska Tsuga canadensis, dąb czerwony Quercus robur, biały Q. alba, barwierski Q. velutina, klon cukrowy Acer saccharum, brzoza papierowa Betula papyrifera i Populus grandidentata. W miejscach wzrostu tworzy zwykle jednogatunkowe skupiska. Rośnie poza lasami także na przydrożach, wzdłuż ogrodzeń, na porzuconych pastwiskach i polach, wzdłuż linii kolejowych, nad brzegami strumieni i mokradeł.
Gatunek jest światłożądny i wrażliwy na ocienienie, z wyjątkiem tolerancyjnych pod tym względem siewek. Preferuje siedliska suche (choć może rosnąć także na glebach wilgotnych), jałowe i gleby przepuszczalne, zwykle rośnie na podłożu skalistym, żwirowym lub piaszczystym. Jest odporny na mrozy (młode pędy mogą być jednak uszkadzane przez późne przymrozki) i zanieczyszczenia powietrza. Znosi też lekkie zasolenie gleby i silnie zasadowy jej odczyn. Starsze okazy tego gatunku łatwo przewracane są przez wiatr. W górach Adirondack w północnej części zasięgu rośnie do rzędnej 610 m n.p.m., a w Appalachach do 1500 m n.p.m. Roślina nie jest odporna na ogień i nadziemne części są uśmiercane w czasie pożarów, jednak z korzeni w takim wypadku wytwarzane są odrośla. Zarejestrowano także, że ogień ułatwia kiełkowanie nasion.
Sumak octowiec pojawiając się na porębach bywa uciążliwy, utrudniając bezpośrednie odnowienie lasu. W miejscach masowego, klonalnego wzrostu silnie ogranicza dopływ światła pod okap koron (do 90%) osłabiając w efekcie rozwój także własnych, światłożądnych odrośli i siewek. Silne zacienienie jest w ogóle powodem skąpego rozwoju runa pod okapem zwartych zarośli sumaka. Sytuacja taka sprzyja z kolei kiełkowaniu i rozwojowi młodych okazów różnych gatunków drzew liściastych. Zwarte zarośla sumaka ułatwiają w ten sposób sukcesję lasów liściastych na siedliskach, na których bez nich odnowienie takich gatunków drzew nie byłoby możliwe ze względu na zwartą pokrywę roślinności zielnej.
Na obszarach poza naturalnym zasięgiem, gdzie sumak okazał się inwazyjny, rozprzestrzenianie się tego gatunku wiąże się z istotnym spadkiem lokalnego zróżnicowania gatunkowego, w tym okazuje się być bardziej konkurencyjny od lokalnie występujących gatunków zaroślowo-leśnych o podobnych wymaganiach ekologicznych (np. w Chinach Vitex negundo i Quercus acutissima). Ze względu na dużą zdolność odroślową gatunku jego zwalczanie jest mało skuteczne i bardzo uciążliwe.
W obrębie rodzimego areału występowania, przynajmniej lokalnie, sumak octowiec jest ważną rośliną pokarmową dla łosia amerykańskiego i mulaka białoogonowego. Stosunkowo ograniczone znaczenie pokarmowe mają owoce tego gatunku dla ptaków.
Sumak ten jest zasadniczo odporny na choroby i szkodniki, jednak jest wrażliwy na porażanie gruzełkiem cynobrowym Nectria cinnabarina. Cechuje się dużą odpornością na infekcje opieńką Armillaria.

## Zastosowanie

Do walorów ozdobnych gatunku należy jesienna barwa liści

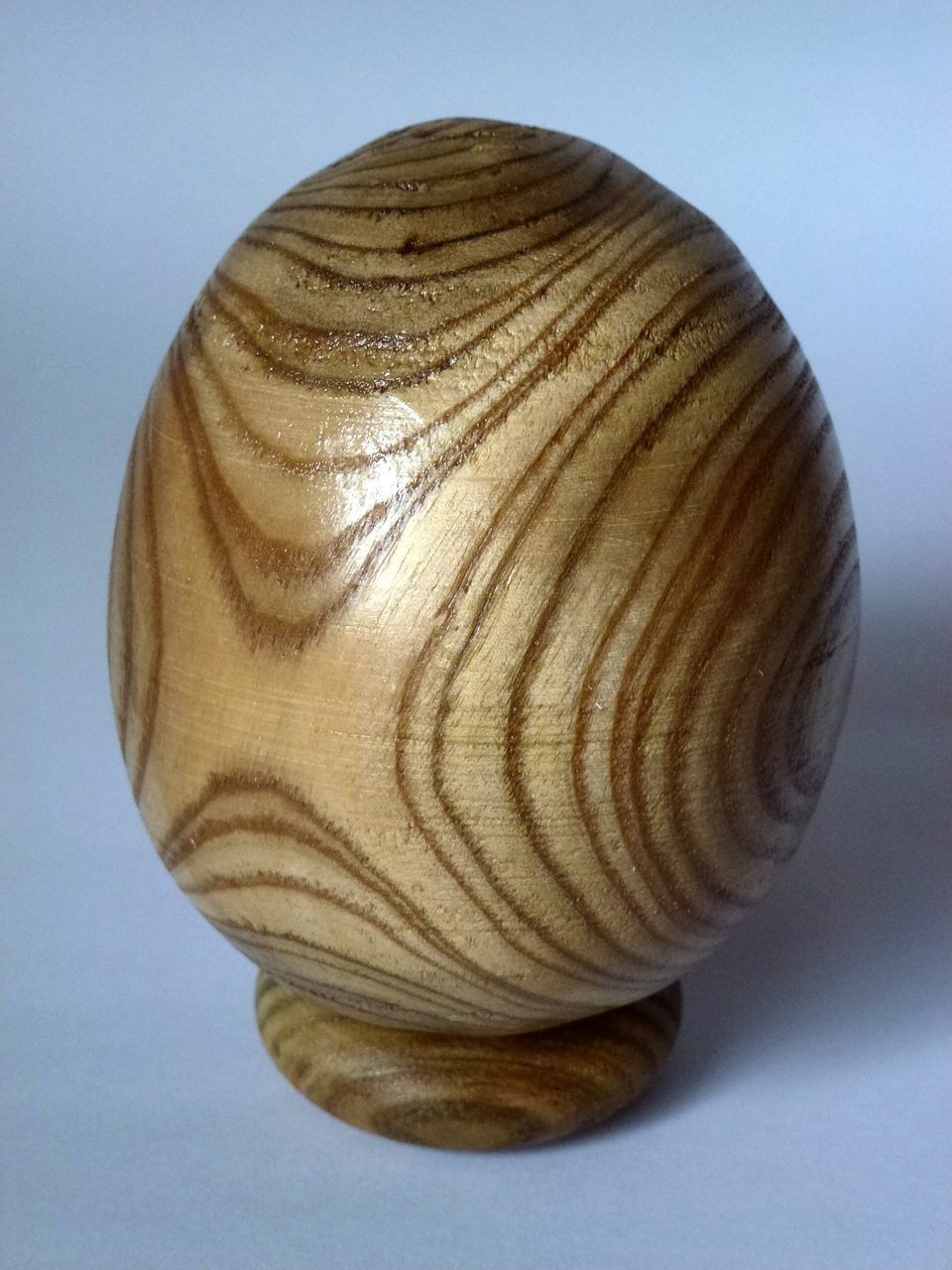
Jajko z drewna sumaka octowca

Roślina ozdobnaSumak sadzony jest w parkach, ogrodach przydomowych, w alejach, w zieleni osiedlowej. Jego walorami dekoracyjnymi są efektowny pokrój i liście, które zwłaszcza jesienią są dużym walorem dekoracyjnym przebarwiając się na intensywne kolory i długo utrzymując na drzewie. Bardzo ozdobne są zwłaszcza okazy żeńskie, które wytwarzają intensywnie czerwone, duże owocostany, które przez całą zimę zdobią drzewo (niektóre źródła podkreślają jednak, że z czasem owocostany tracą walory ozdobne i pozostając do wiosny raczej nie dodają uroku roślinie). Wadą jest to, że wiosną gatunek ten bardzo późno rozwija liście. Kłopotliwa jest też jego zdolność do krzewienia się, powodująca konieczność stałego usuwania odrostów korzeniowych. Obfite odrosty korzeniowe znacznie utrudniają utrzymanie w sąsiedztwie pielęgnowanych trawników. Rekomendowany jest do nasadzeń pojedynczych i w luźnych grupach.
Roślina biotechnicznaZe względu na silnie rozwinięty system korzeniowy i preferencję słabych, piaszczystych gleb oraz tolerancję gleb zasolonych i zanieczyszczonych, także przez przemysł – gatunek rekomendowany jest do nasadzeń mających na celu utrwalenie zniszczonych gruntów i skarp. Może rosnąć także na hałdach o silnie zasadowym odczynie. Ze względu na rozłożysty pokrój i rozległy system korzeniowy gatunek ten bywa sadzony w nasadzeniach o funkcji przeciwwietrznej. W północnej części północnoamerykańskich Wielkich Równin sadzony był także w celu tworzenia miejsc schronienia dla zwierzyny.
Roślina jadalnaOwoce są bardzo kwaśne i po namoczeniu przez 10–30 minut w wodzie (gorącej lub zimnej) dają przyjemny, kwaskowaty napój zwany Indian lemonade. Nie należy jednak owoców przegotowywać, ponieważ uwalniają wówczas kwas taninowy, dając wywarowi smak bardzo cierpki. Poza napojami aromatyzuje się owocami także galaretki i bywają one dodawane do ciast. Wyrabiano z nich także ocet i mogą być wykorzystywane jako przyprawa. Ze względu na właściwości antyseptyczne i przeciwutleniające ekstrakt z owoców wskazywany jest jako potencjalnie wartościowy do wykorzystania przez przemysł spożywczy.
Roślina leczniczaGatunek wykorzystywany był jako roślina lecznicza przez Indian, którzy cenili zwłaszcza jego działanie ściągające. Współcześnie w tym zakresie stosowany jest rzadko. Kora wykazuje działanie antyseptyczne, ściągające, wzmacniające i wspomagające laktację. Łyko uważane było za skuteczny lek na hemoroidy. Korzenie stosowane były ze względu na ich działanie ściągające, moczopędne, wymiotne i „oczyszczające krew”. Odwarami z korzeni i jeżówki purpurowej leczono choroby weneryczne. Liście, kwiaty i owoce mają działanie ściągające. Liście stosowano w leczeniu astmy, biegunki. Owoce miały leczyć biegunkę i poprawiać apetyt. Były żute także jako remedium przeciw moczeniu nocnemu. Napary z owoców pomagać miały przy bólach gardła. Odwary z kwiatów stosowane były przy bólach brzucha. Sok mleczny stosowany był na brodawki. Potwierdzono silne właściwości antyseptyczne ekstraktu z owoców sumaka octowca na szerokie spektrum bakterii, przy czym najbardziej wrażliwe okazały się Bacillus cereus i Helicobacter pylori.
Roślina była wykorzystywana także w homeopatii.
Roślina garbnikodajnaGatunek wykorzystywany jest w Ameryce Północnej do pozyskiwania tanin. Szczególnie zasobne w nie jest kora, zwłaszcza na korzeniach. Zwykle jednak surowcem są liście zawierające do 48% tanin, zbierane z roślin uprawianych na plantacjach.
Roślina barwierskaZ przebarwionych liści opadających jesienią pozyskuje się barwnik brązowy lub zaprawę barwierską. Korzenie barwią na żółto, a barwnik pomarańczowy uzyskuje się z łyka oraz rdzenia pędów po zmieszaniu z kłączem sangwinarii kanadyjskiej. W wyniku gotowania liści i owoców uzyskuje się czarny tusz.
InneDrewno sumaka ma ograniczone zastosowanie – wykorzystywane było w rękodzielnictwie, do wyrobu detali w meblarstwie i stolarstwie, rzadko jako materiał konstrukcyjny i obrabiany w tokarstwie.
Kwiaty są miododajne, wytwarzają zarówno dużo pyłku, jak i nektaru.
Nasiona zasobne są w olej, który w temperaturze pokojowej tężeje i wykorzystywany jest do wyrobu świec. Podczas spalania daje jasny płomień, ale też gryzący dym.
Po usunięciu rdzenia z młodych pędów uzyskuje się rurki wykorzystywane do pozyskiwania syropu klonowego i wyrobu fletów.

## Uprawa
PielęgnacjaGatunek jest łatwy w uprawie, nie ma specjalnych wymagań co do gleby (odczynu, wilgotności, choć preferuje gleby suche i przepuszczalne), jest odporny na mróz (rekomendowany jest do uprawy w strefach mrozoodporności od 3 do 9), szkodniki i choroby. Wymaga stanowiska słonecznego (nie znosi cienia) i ciepłego. Nie wymaga przycinania korony, należy natomiast usuwać odrosty korzeniowe.
RozmnażanieSumak octowiec łatwo rozmnaża się z nasion. Owocostany pozyskane latem lub jesienią wymagają wysuszenia (zebrane zimą – nie). Nasiona mogą być przechowywane na sucho. Ponieważ są okryte twardą łupiną – słabo kiełkują i dlatego przed siewem poddaje się je skaryfikacji. Zaleca się ich godzinne moczenie w stężonym kwasie siarkowym, a następnie wysiew po starannym opłukaniu, ewentualnie zalanie gorącą wodą (80–90 °C) i pozostawienie do ostygnięcia i nasiąknięcia przez dobę. Młode rośliny rekomenduje się przechować przez pierwszą zimę w szklarni, ponieważ są bardziej wrażliwe na mróz od okazów dorosłych. Wysadzać na miejsce docelowe należy je po minięciu ryzyka wystąpienia przymrozków.
Roślina daje się także łatwo rozmnażać za pomocą odrostów korzeniowych, najlepiej pozyskiwanych w okresie późnej jesieni i zimą. Można też ukorzeniać odcinki korzeni o długości 4 cm pozyskiwane w grudniu i sadzone pionowo w podłożu w szklarni. Ukorzeniają się także półzdrewniałe sadzonki o długości 10 cm pozyskiwane z tzw. piętką w okresie letnim.